# FAM19A1
FAM19A1 (англ. Family with sequence similarity 19 member A1, C-C motif chemokine like) – білок, який кодується однойменним геном, розташованим у людей на короткому плечі 3-ї хромосоми.  Довжина поліпептидного ланцюга білка становить 133 амінокислот, а молекулярна маса — 14 901.
| 10         |  | 20         |  | 30         |  | 40         |  | 50         |
| ---------- |  | ---------- |  | ---------- |  | ---------- |  | ---------- |
| MAMVSAMSWV |  | LYLWISACAM |  | LLCHGSLQHT |  | FQQHHLHRPE |  | GGTCEVIAAH |
| RCCNKNRIEE |  | RSQTVKCSCL |  | PGKVAGTTRN |  | RPSCVDASIV |  | IGKWWCEMEP |
| CLEGEECKTL |  | PDNSGWMCAT |  | GNKIKTTRIH |  | PRT        |  |            |

A: Аланін

C: Цистеїн

D: Аспарагінова кислота

E: Глутамінова кислота

F: Фенілаланін

G: Гліцин

H: Гістидин

I: Ізолейцин

K: Лізин

L: Лейцин

M: Метіонін

N: Аспарагін

P: Пролін

Q: Глутамін

R: Аргінін

S: Серин

T: Треонін

V: Валін

W: Триптофан

Секретований назовні.